# Puertasaurus
Puertasaurus (лат.) (пуэртазавр) — род динозавров из титанозавров, который появился в конце мелового периода. Его кости были извлечены из формации Пари Айке, которая относится к верхнему маастрихтскому ярусу. Он жил на территории современной Патагонии. Единственный вид — Puertasaurus reuili, назван в честь Пабло Пуэрта и Сантьяго Реуил, которые открыли образец в январе 2001 года. Puertasaurus основан на частичном позвоночнике: шейный позвонок, спинной позвонок, и два хвостовых позвонка.

## Анатомия
Четыре обнаруженных позвонка составляют голотип МРМ 10002, самым крупным является спинной, достигающий 1,06 м в высоту и 1,68 м в ширину. Это крупнейший известный зауроподовый позвонок, и две трети его ширины составляют диапофизы (два крыла по бокам кости). У большинства зауроподов они гораздо меньше. Огромные размеры диапофиз указывают на очень широкую грудную клетку, которая была от 5 до 8 метров в ширину, что делало Puertasaurus не просто одним из крупнейших динозавров, но и, возможно, самым широким и тяжёлым. Шея тоже была необычной; на основе одного шейного позвонка можно предположить, что пуэртазавр имел очень длинную, толстую шею, широкие шейные рёбра и толстые, но короткие нервные отростки. Это давало шее огромный вертикальный диапазон движения и гибкости, и динозавр, возможно, был способен «прогнуться», чтобы достичь более высоких веток позади его головы, без необходимости перемещаться всем телом. Это необычно, так как высокая специализированная толстая шея не наблюдается более нигде в надотряде.
Как и все Lithostrotia, пуэртазавр мог иметь большие шипы, торчащие из его спины к бокам.

## Описание
Голотип МРМ 10002 был описан палеонтологом Фернандо Новасом как вид Puertasaurus reuili. Пуэртазавр был достаточно крупным динозавром: больше него могли быть только бревипароп и амфицелий. Оценки длины ящера колеблются от 30 до 40 метров. По высоте пуэртазавр также был в преимуществе. Он имел длинную высокую и толстую шею, что видно по одному сохранившемуся шейному позвонку. У динозавра было плотное телосложение, огромное туловище и, возможно, большие лёгкие, которые перемещали большое количество воздуха. Чтобы выдерживать огромное тело весом в несколько десятков, а то и в сотню тонн, пуэртазавр должен был иметь мощные мускулистые ноги.

## Размеры
Фернандо Новас, один из палеонтологов, описавших Puertasaurus reuili, подсчитал, что новый вид достигал примерно от 35 до 40 метров в длину и весил от 80 до 100 тонн. Это был один из самых больших динозавров, когда-либо ходивших по земле, хотя соперничал в размерах с более примитивным аргентинозавром. Более поздние реконструкции предполагают длину 30 метров, а вес 50 тонн.

## Родство с другими титанозаврами
Puertasaurus принадлежал кладе Titanosauria. Исходя из формы своих известных позвонков, он наиболее тесно связан с кладой Lognkosauria, переходной группы в Titanosauria, которая включает в себя гигантского Futalognkosaurus, несколько меньшего Mendozasaurus, известных своей громадной шеей и шириной туловища, а также Traukutitan и Drusilasaura. Если род принадлежит логнкозаврам, то является крупнейшим и самым базальным членом группы.